# Savigny-sur-Orge
Savigny-sur-Orge è un comune francese di 37 371 abitanti situato nel dipartimento dell'Essonne nella regione dell'Île-de-France. È uno dei comuni dell'antica provincia francese dell'Hurepoix.

## Società

### Evoluzione demografica
Abitanti censiti